# Bahnstrecke Grevesmühlen–Klütz
| Strecke                                                   |      | von Bad Kleinen                  | von Bad Kleinen                  |
| Bahnhof                                                   | 0,0  | Grevesmühlen                     | Grevesmühlen                     |
| Abzweig ehemals geradeaus und nach links                  |      | nach Lübeck                      | nach Lübeck                      |
| Haltepunkt / Haltestelle (Strecke außer Betrieb)          | 4,3  | Gostorf                          | Gostorf                          |
| Bahnhof (Strecke außer Betrieb)                           | 6,8  | Moor                             | Moor                             |
| Bahnhof (Strecke außer Betrieb)                           | 10,8 | Reppenhagen                      | Reppenhagen                      |
| Bahnhof (Strecke außer Betrieb)                           | 12,2 | Stellshagen                      | Stellshagen                      |
| Abzweig geradeaus und nach rechts (Strecke außer Betrieb) |      | Ladehof Klütz und Anschluss VEAB | Ladehof Klütz und Anschluss VEAB |
| Kopfbahnhof Streckenende (Strecke außer Betrieb)          | 15,3 | Klütz                            | Klütz                            |

| Kopfbahnhof Streckenanfang  | 0,0 | Klütz       | Klütz       |
| Haltepunkt / Haltestelle    | 3,1 | Stellshagen | Stellshagen |
| Bahnhof                     | 4,5 | Reppenhagen | Reppenhagen |
| Betriebsstelle Streckenende | 6,5 | Hof Gutow   | Hof Gutow   |

Die Bahnstrecke Grevesmühlen–Klütz war eine 1905 eröffnete, eingleisige Nebenbahn in Nordwestmecklenburg. Die Gleise der Normalspur und die Grevesmühlener Verbindungsweiche der genannten Strecke wurden 2006 ausgebaut. Der Name „Kaffeebrenner“ oder „Klützer Kaffeebrenner“ entstand dadurch, dass sich in der Nähe des Bahnhofs von Klütz eine Mälzerei befand, die unter anderem einen bekannten Malzkaffee herstellte.
2014 wurde das nördliche Teilstück der Bahnstrecke als Schmalspurbahn wieder eröffnet.

## Streckenbeschreibung
Die rund 15 Kilometer lange Strecke zweigte von der Bahnstrecke Lübeck–Bad Kleinen in der Stadt Grevesmühlen nach Norden ab. Durch den Klützer Winkel führte sie nordwärts, im weiteren Verlauf nordostwärts bis zur Kleinstadt Klütz. Weitere fünf Kilometer nordöstlich liegt das Ostseebad Boltenhagen, das von der Strecke nie erreicht wurde.

## Geschichte
Die Strecke wurde am 6. Juni 1905 durch die Großherzoglich Mecklenburgische Friedrich-Franz-Eisenbahn eröffnet. Ende der 1930er Jahre plante die Luftwaffe, die Strecke über Boltenhagen in die Erprobungsstelle Tarnewitz zu verlängern. Zur Umsetzung des Vorhabens kam es jedoch nicht. Die Fahrzeit im Personenverkehr betrug 1929 rund 40 Minuten bei drei Zugpaaren täglich und lag 1975 bei knapp 30 Minuten. Damals verkehrten werktags vier Personenzugpaare auf der Strecke. Die Strecke hatte bis 1992 die Kursbuchnummer 783, anschließend die Nummer 153.
Am 1. Januar 1994 wurde der Güterverkehr eingestellt. Im Mai 1995, kurz vor dem 90-jährigen Bestehen der Strecke, wurde auch der Personenverkehr abbestellt. 1996 wurde die Klützer Ostsee-Eisenbahn (KOE) gegründet, die ab dem 6. Juni 1997 touristischen Verkehr mit historischen Dampflokomotiven, Diesellokomotiven und Triebwagen (Uerdinger Schienenbusse) anbot. Dieser Betrieb wurde 2005 aufgrund von Problemen der KOE mit ihrer Muttergesellschaft beendet. Im August 2006 wurden die Gleise entfernt.
Der Bahnhof Klütz steht unter Denkmalschutz. Dazu gehören das Empfangsgebäude, ein einständiger Lokschuppen und eine der wenigen erhaltenen Segmentdrehscheiben Deutschlands.

## Umbau zur Schmalspurbahn
Von 2012 bis 2014 erfolgte der Wiederaufbau einer 4½ km langen Strecke als Schmalspurbahn mit 600-mm-Spurweite durch die Stiftung Deutsche Kleinbahnen. Die Bahn wird auch Klützer Kaffeebrenner genannt oder De Lütt Kaffeebrenner. Im Juli 2012 trafen die ersten Schienen aus China in Klütz ein. Im September 2012 wurden die ersten zwei Kilometer Schmalspurgleis in Klütz verlegt und zwei Dieselloks für den Schottertransport dorthin verbracht. Im Juni 2014 wurden die Arbeiten abgeschlossen.

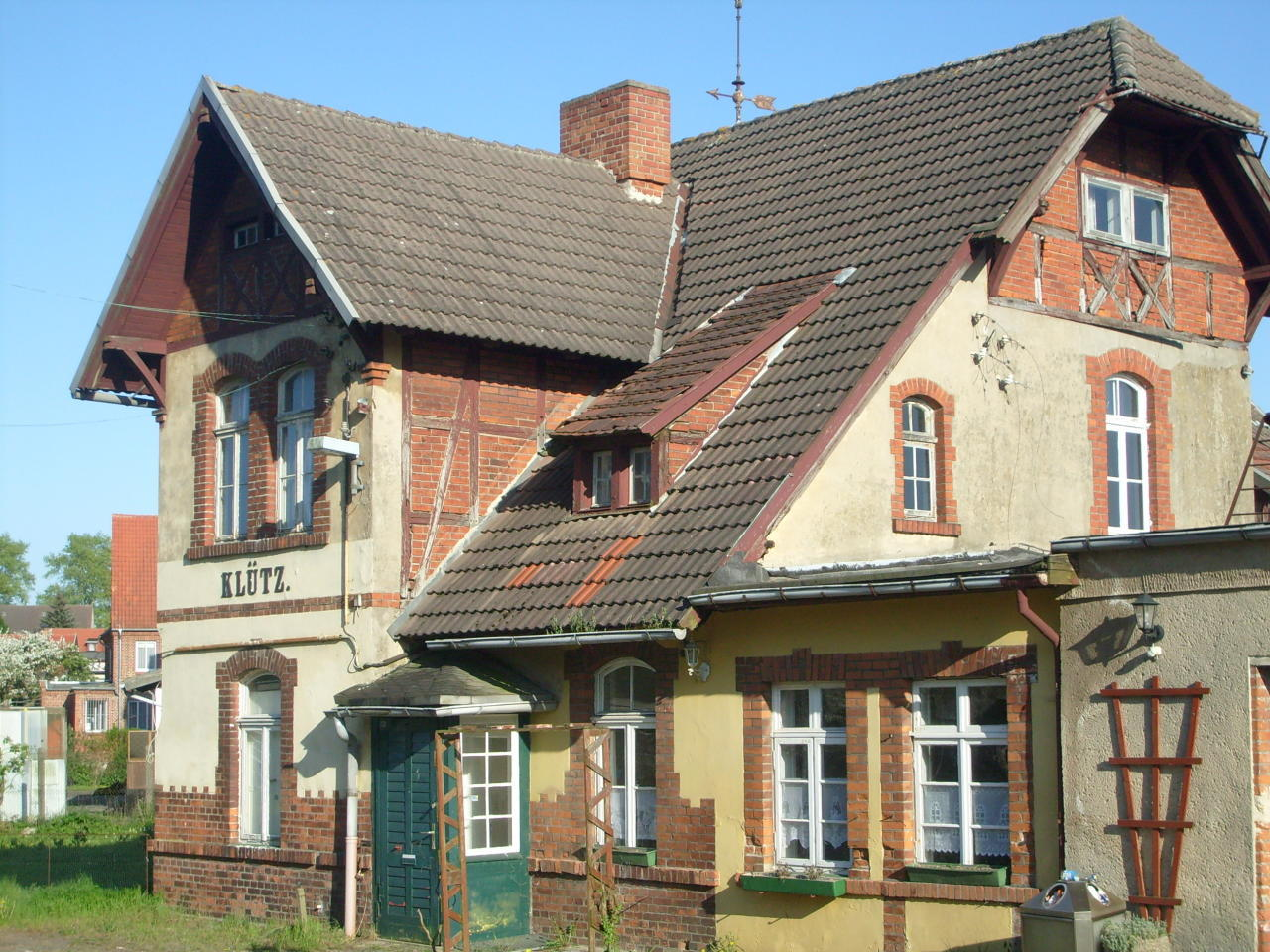
Bahnhof Klütz (2008)
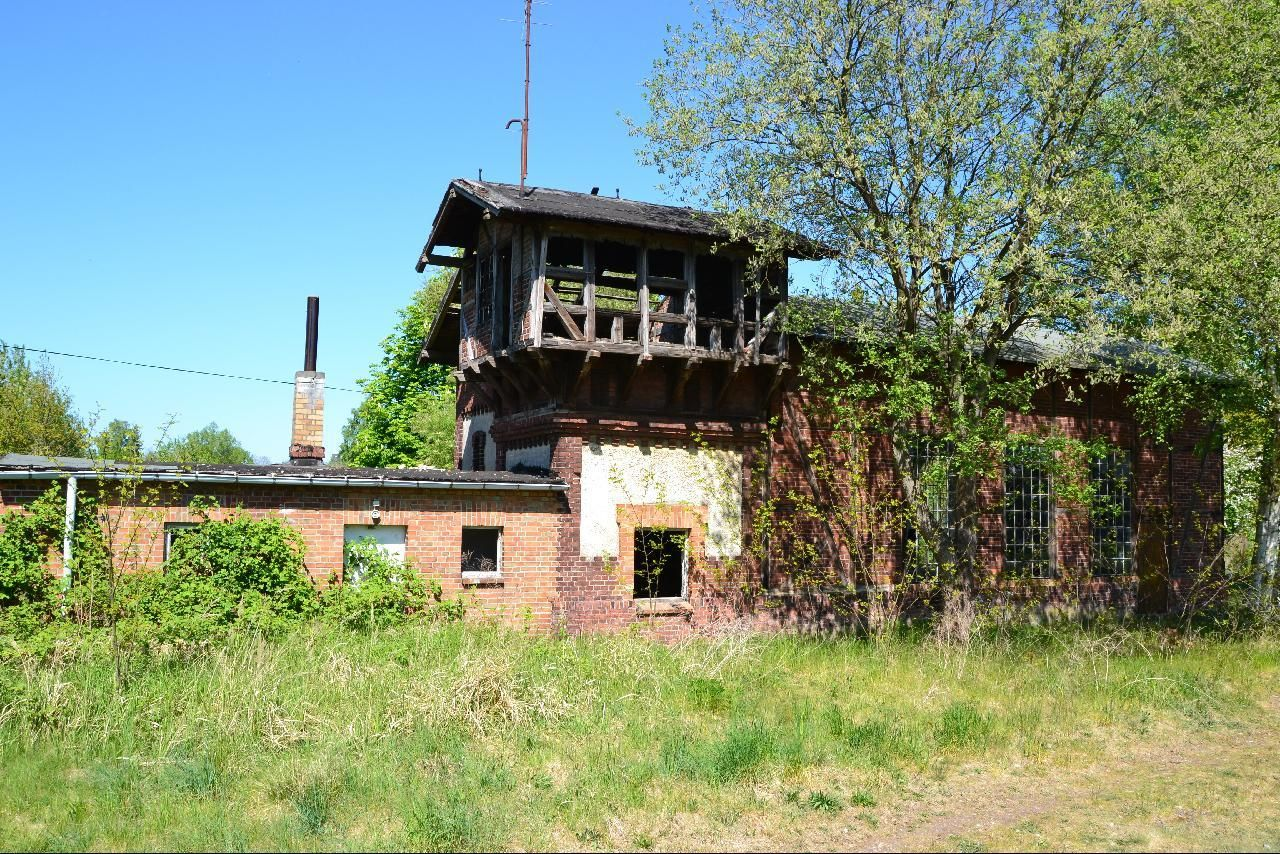
Unsanierter Lokschuppen (2011)
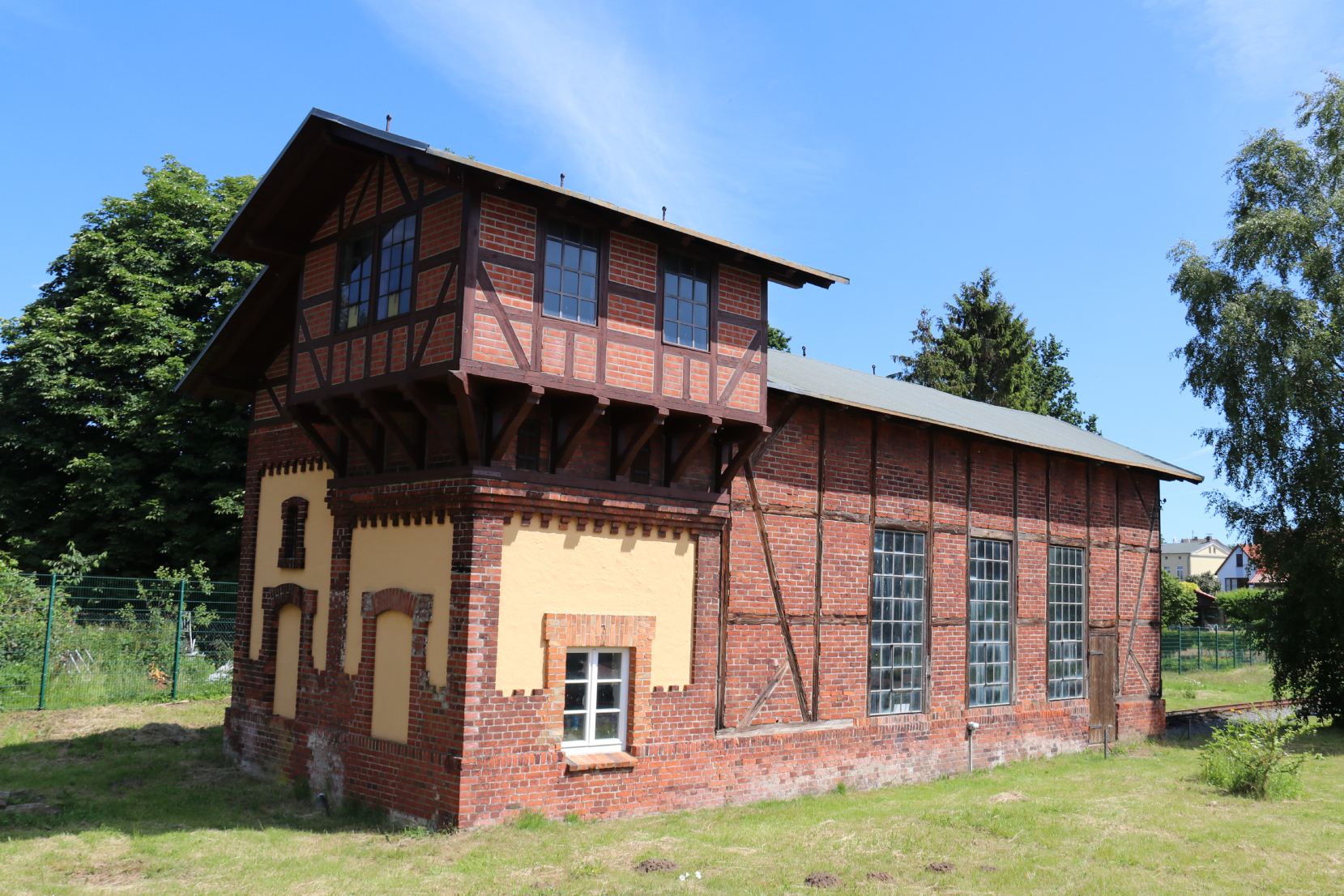
Lokschuppen (2024)
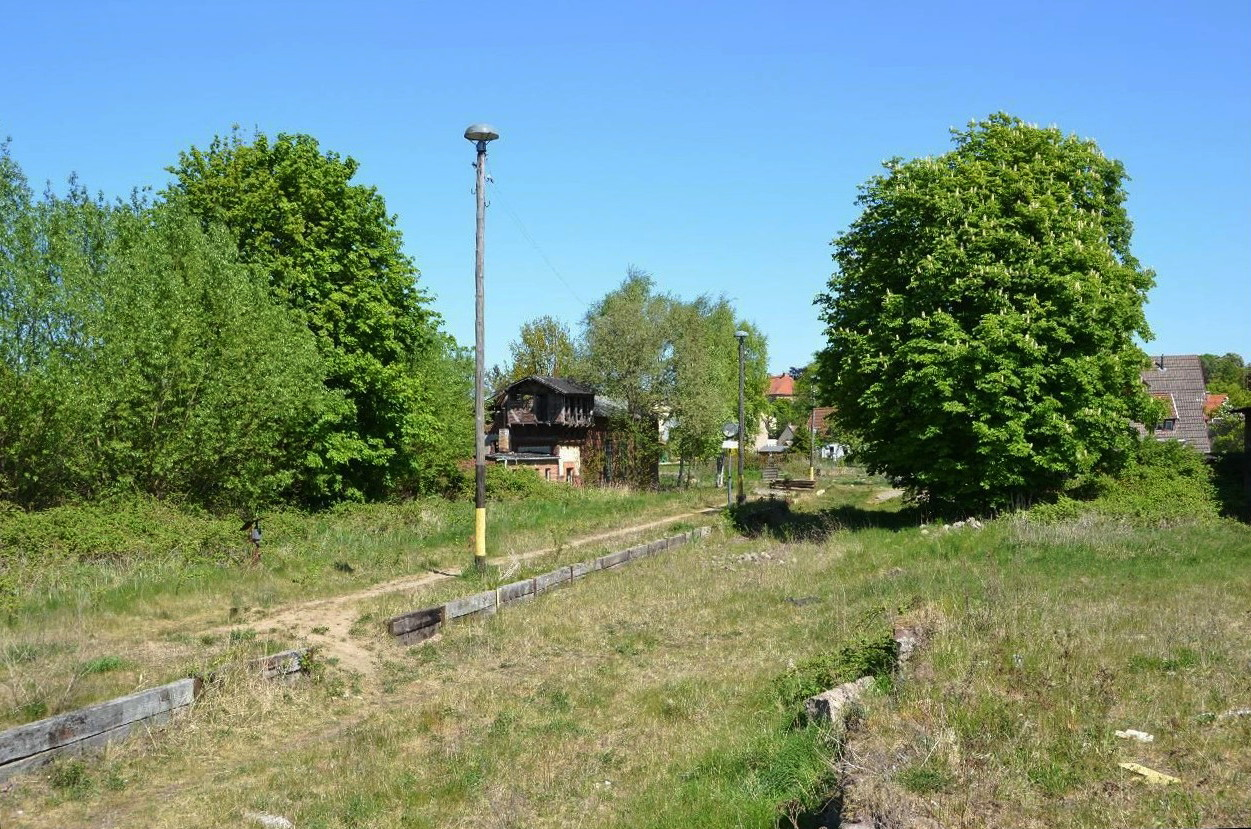
Bahnhofsgelände Klütz (2011)
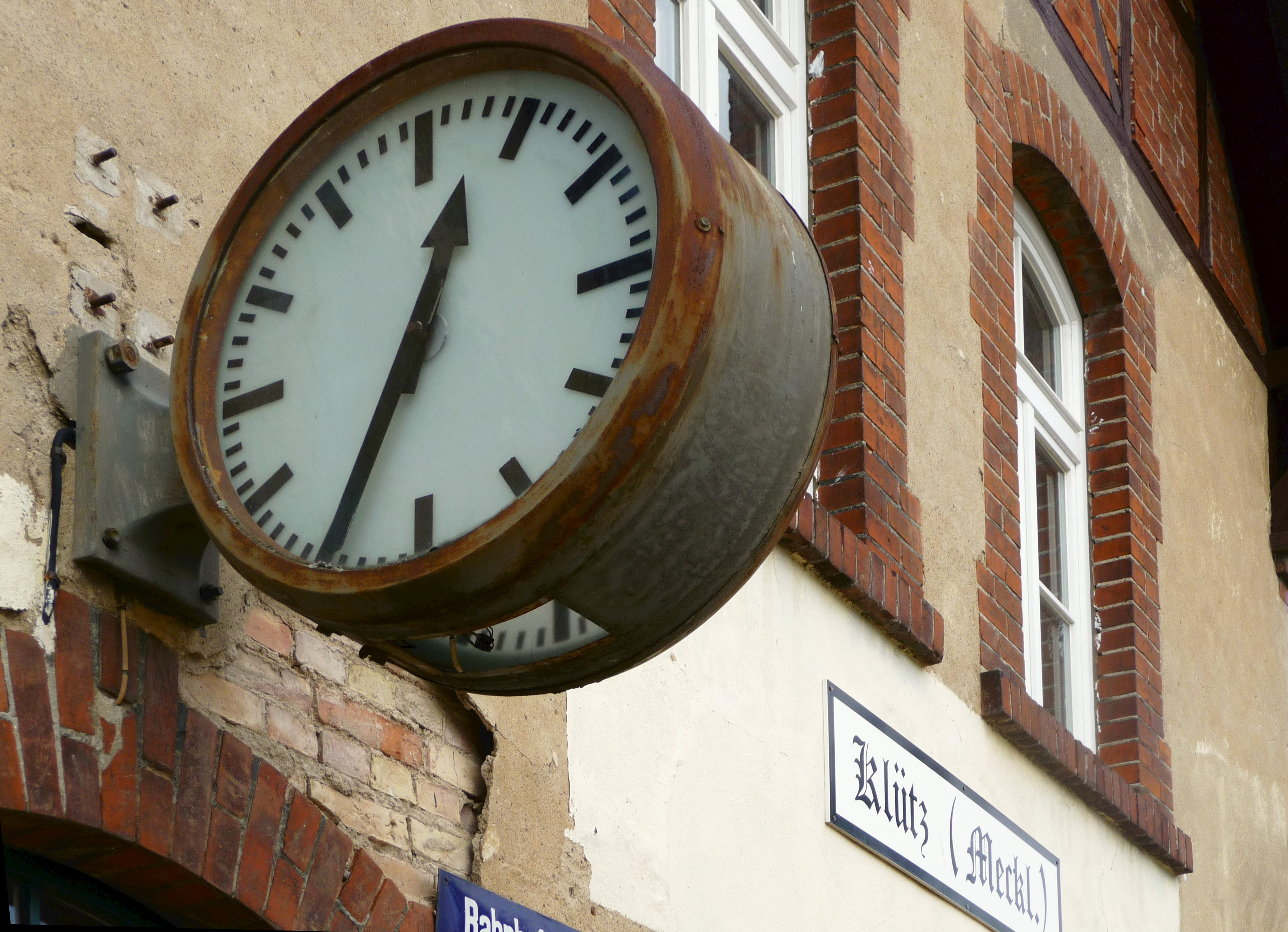
Bahnhofsuhr Klütz (2013)
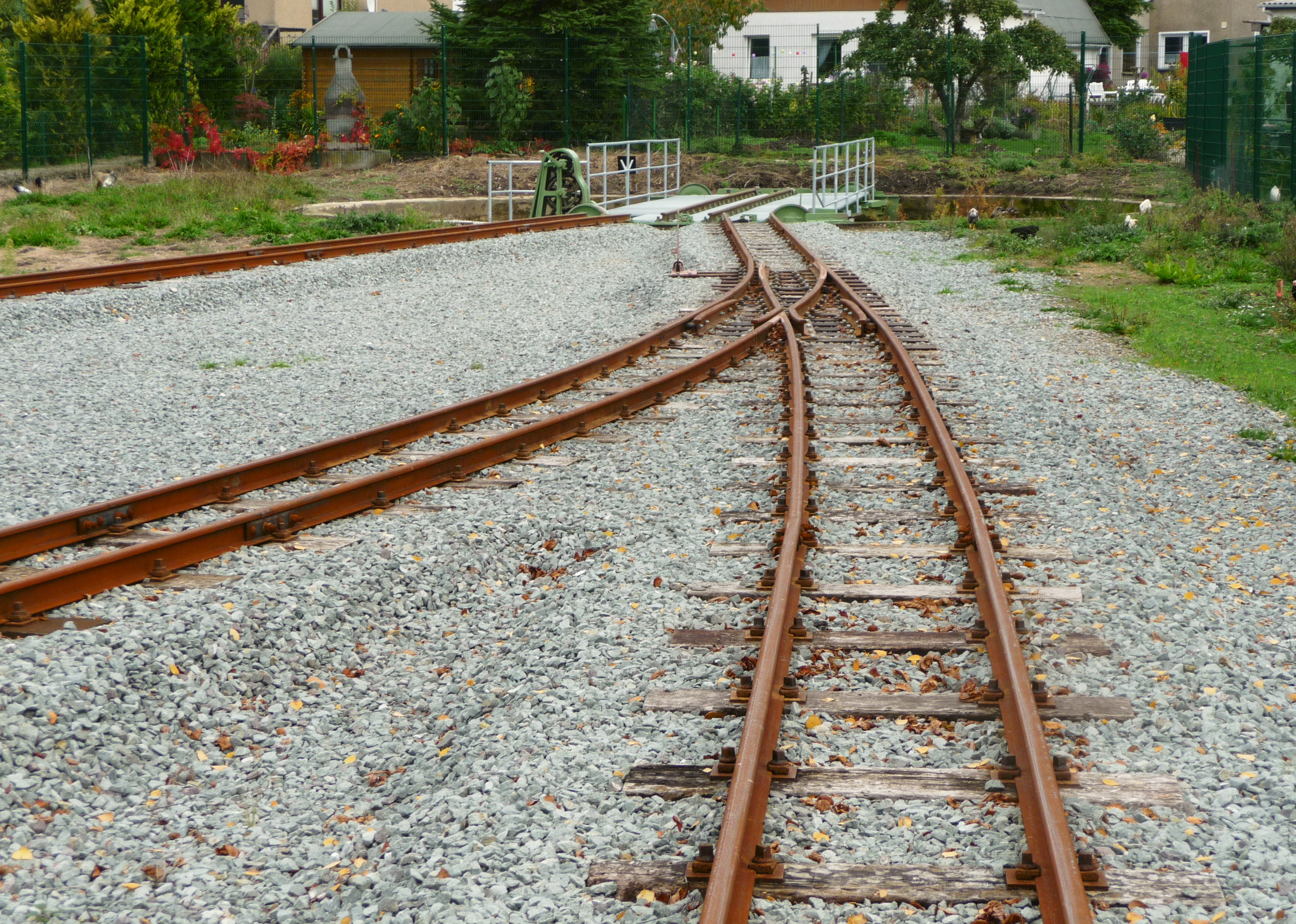
Neue Schienen und die Segmentdrehscheibe (2013)
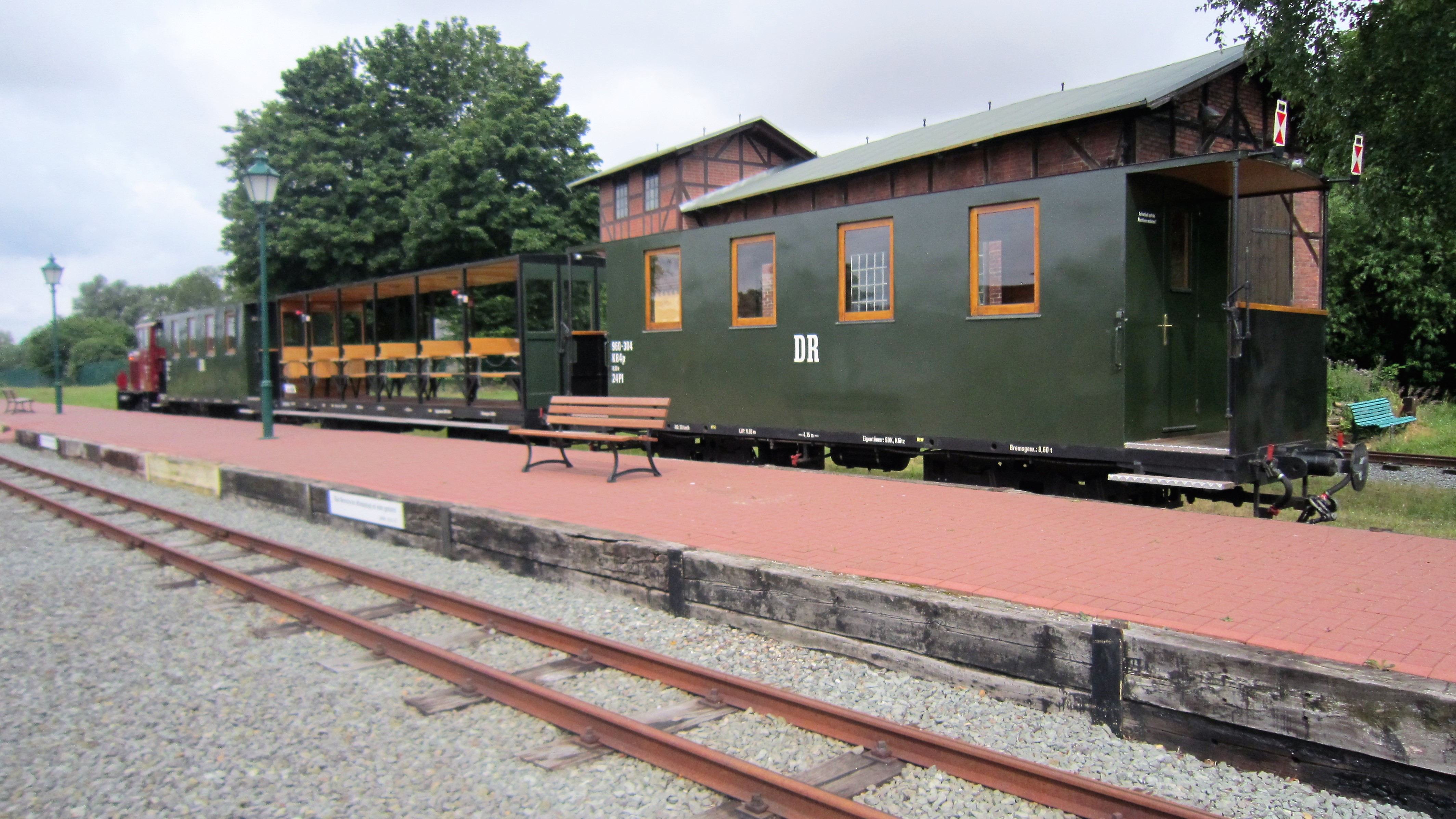
Abfahrbereiter Zug (2019)
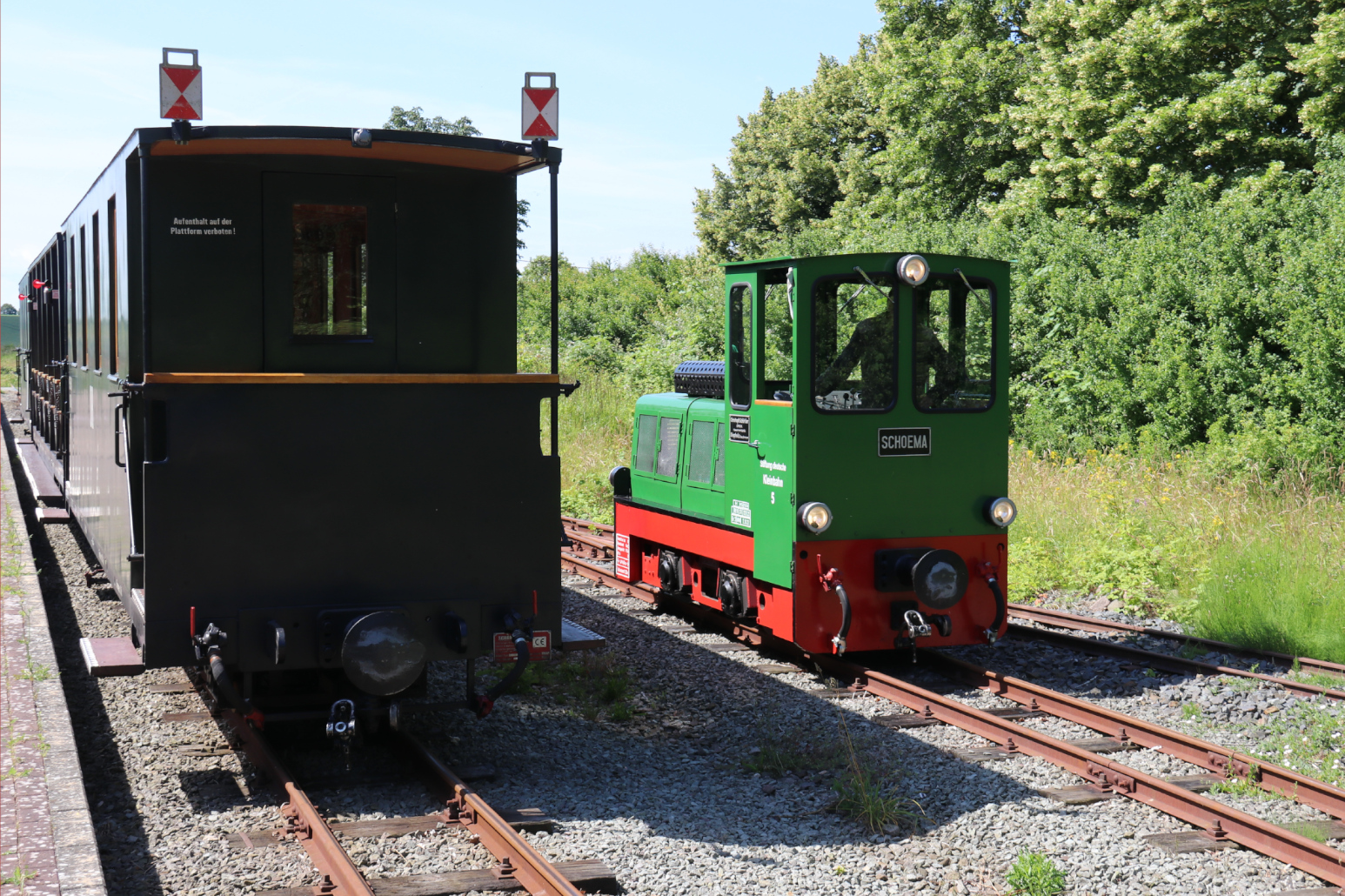
Lokomotive Klütz 5 in Reppenhagen
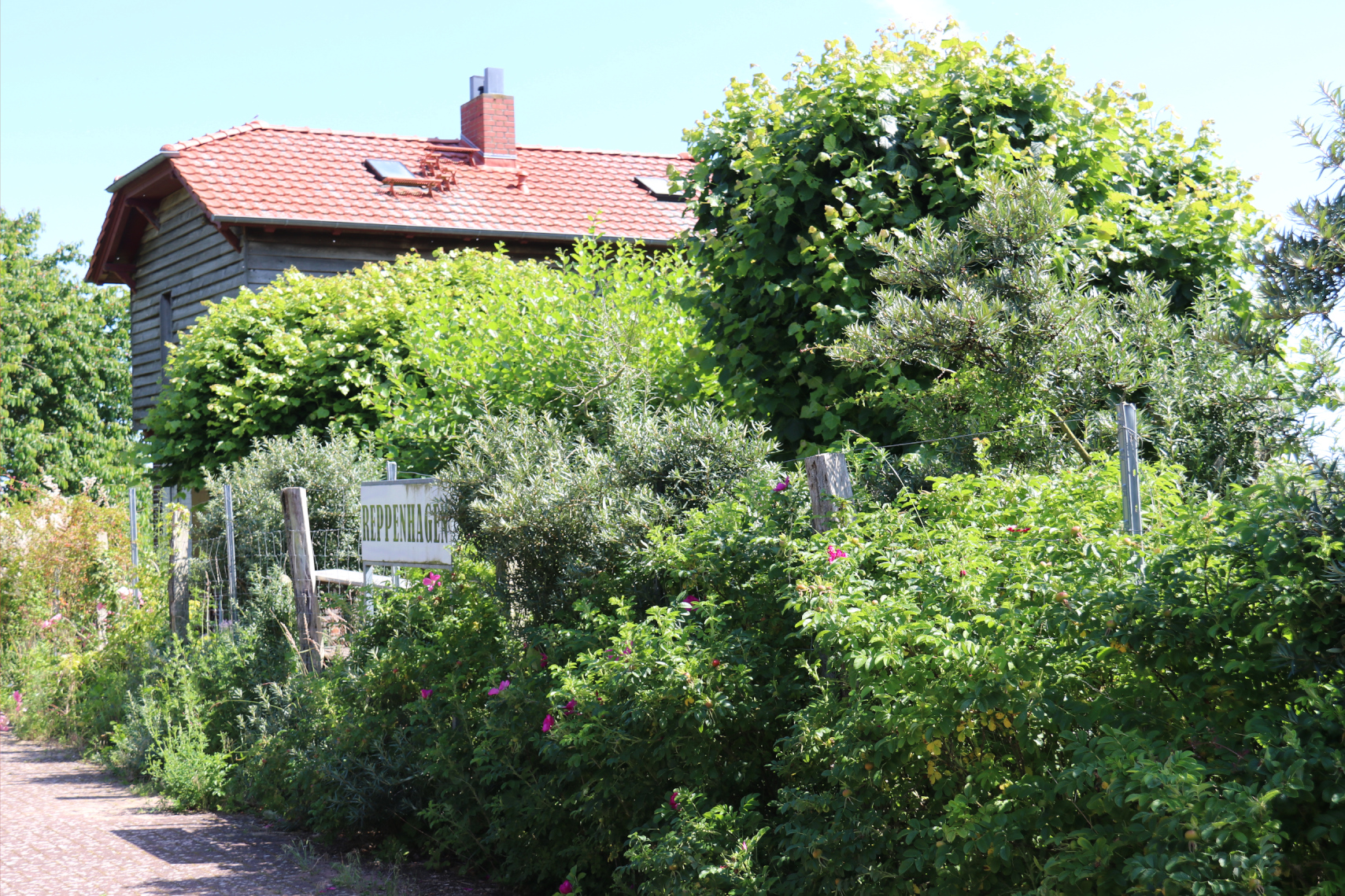
Bahnhof Reppenhagen
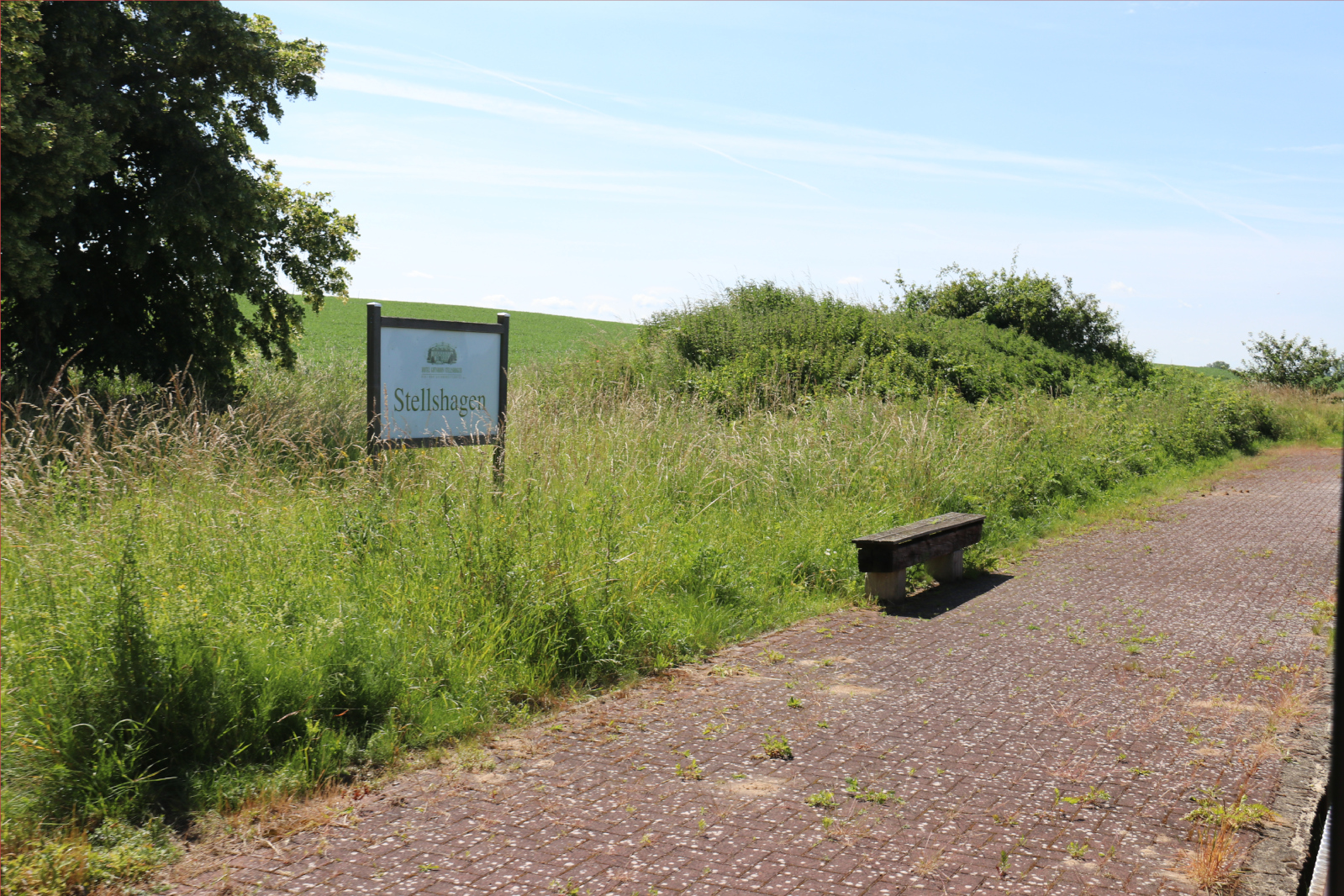
Haltepunkt Stellshagen

Die wiederaufgebaute Strecke zwischen Klütz und Reppenhagen wird von Zügen mit Dieselbespannung, gelegentlich auch mit Dampflokomotiven, befahren. Betriebstage sind von Mai bis Oktober montags bis freitags. Unter anderem ist die auf 600 mm umgespurte 399 101 der Wangerooger Inselbahn vorhanden. Zeitgleich mit der Schmalspurbahn wurden auch die denkmalgeschützten Bahnhofsgebäude renoviert. Unter anderem wurde der historische Lokschuppen, in dem die beiden Dampflokomotiven untergebracht sind, saniert und das Empfangsgebäude nach alten Vorlagen von 1906 restauriert. Dabei erhielt das Gebäude seinen originalen Fassadenanstrich zurück.

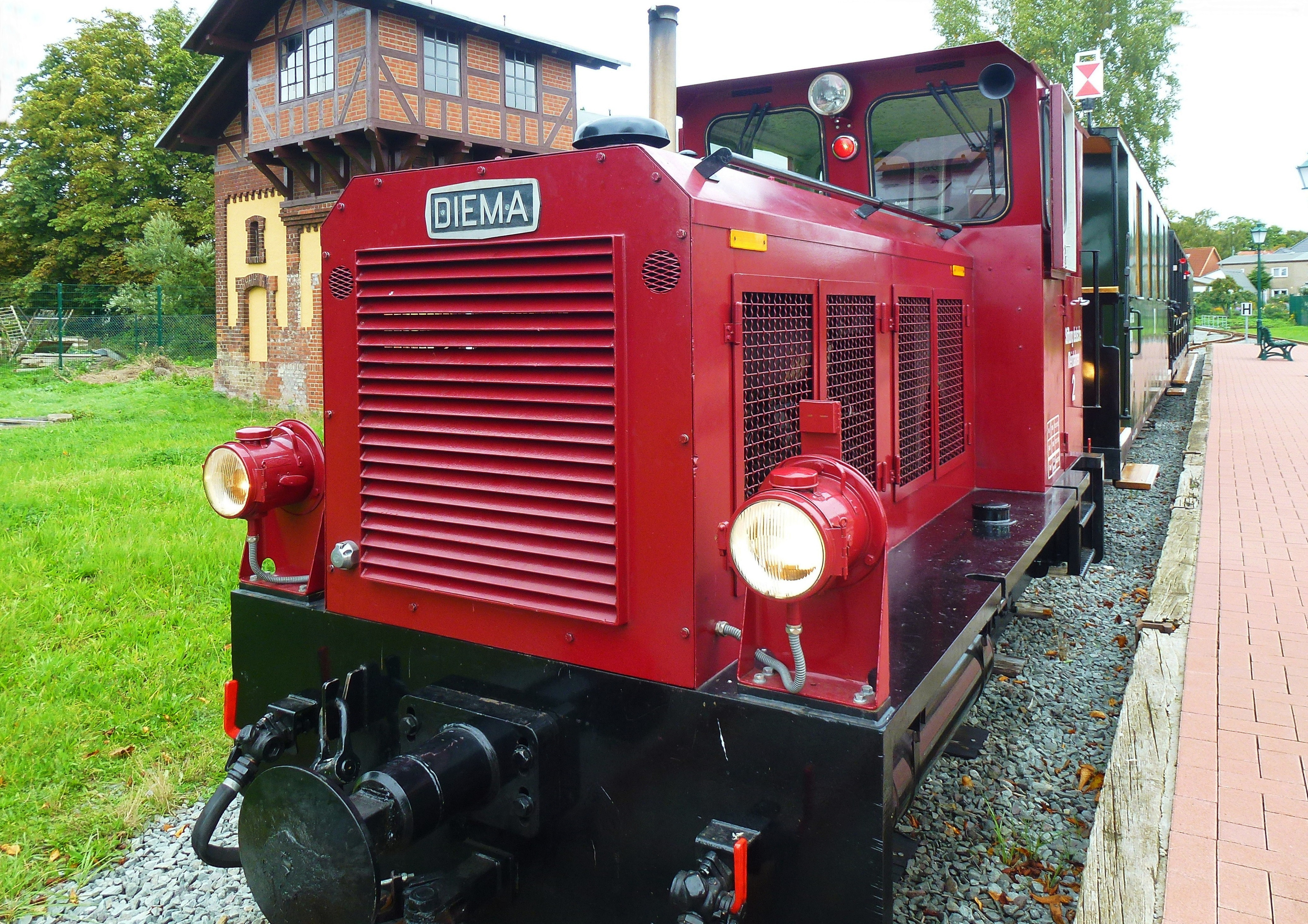
Lok 301 101
Führerstand der Lok
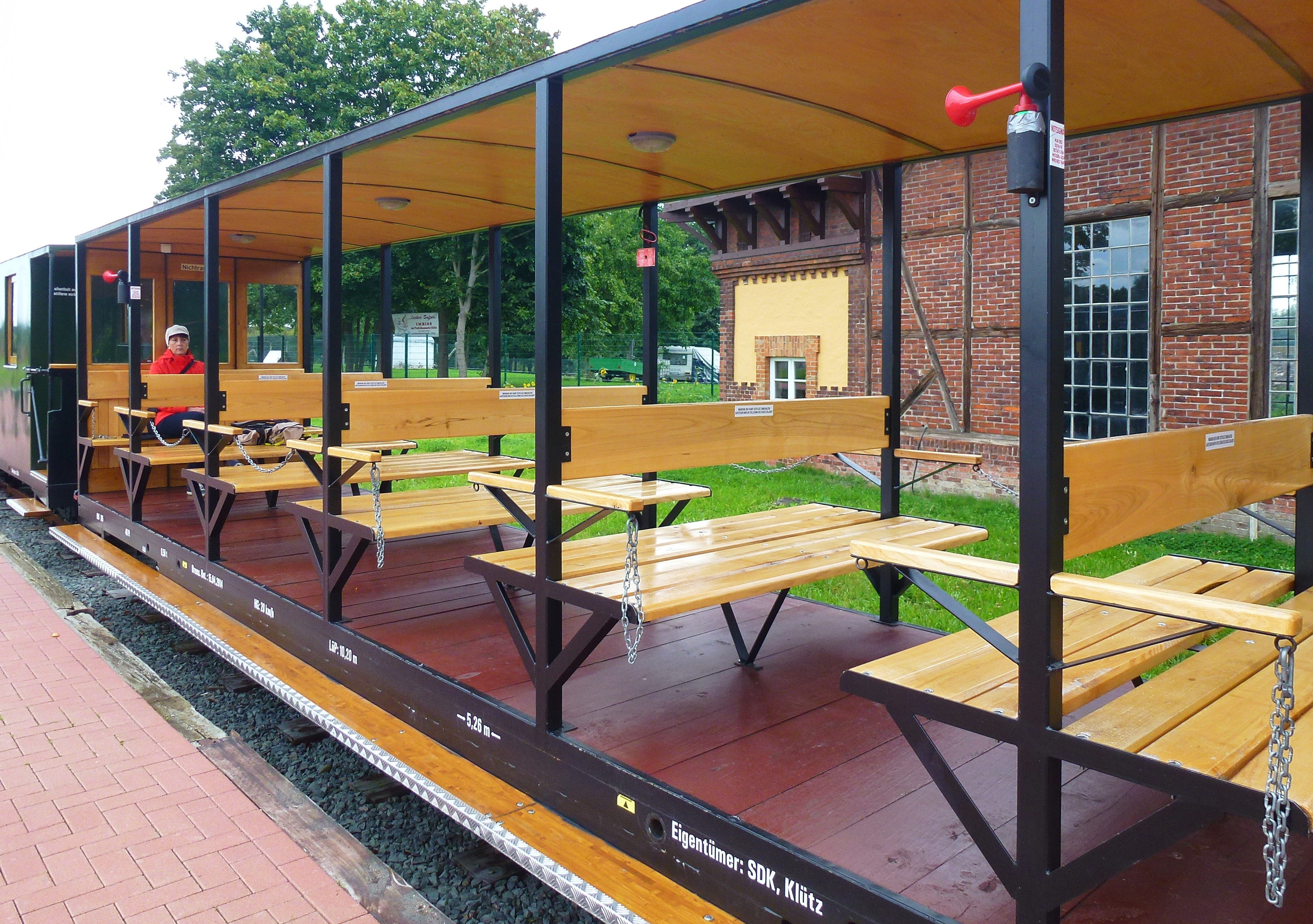
Offener Wagen
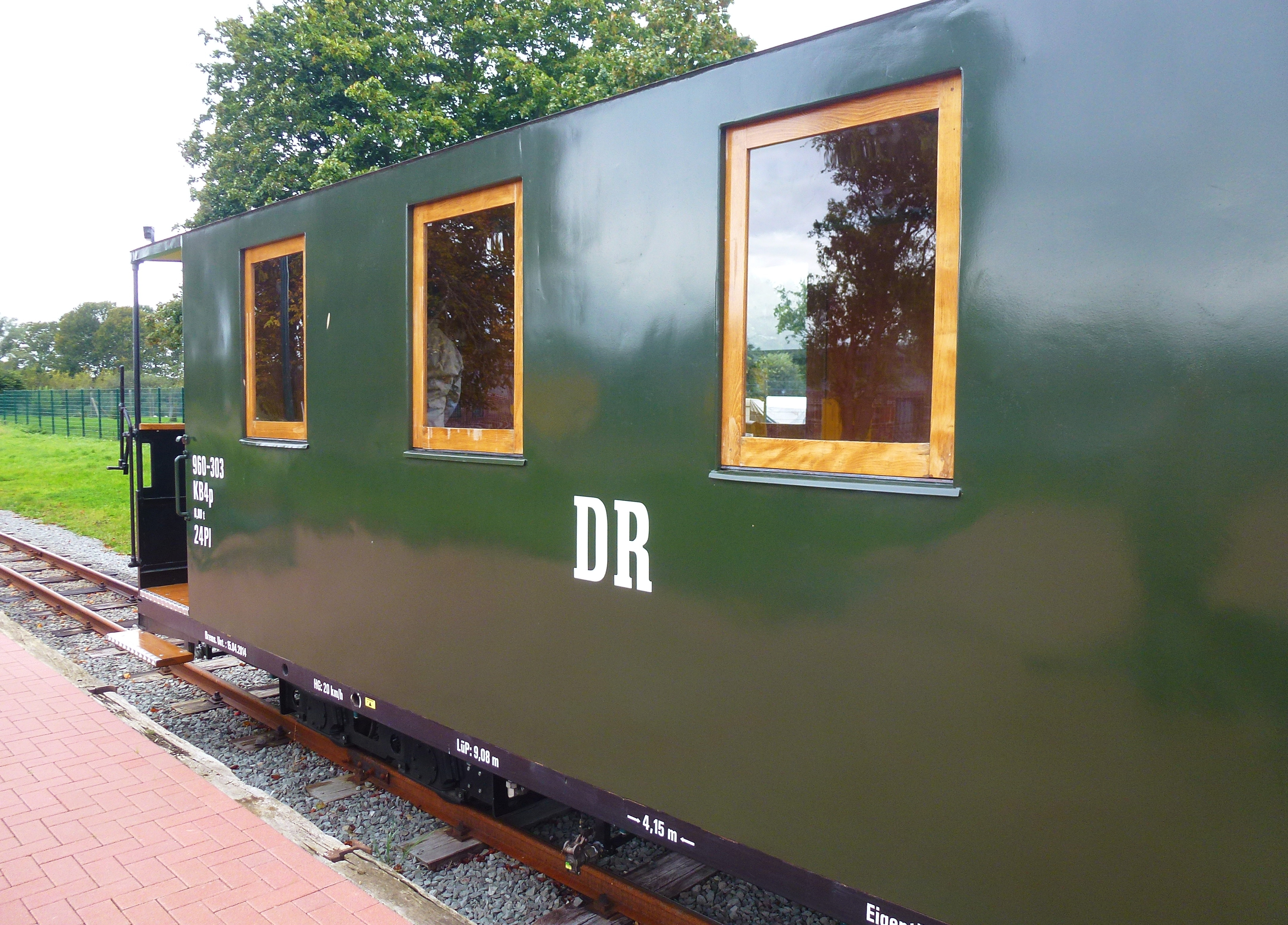
Personenwagen
- Video
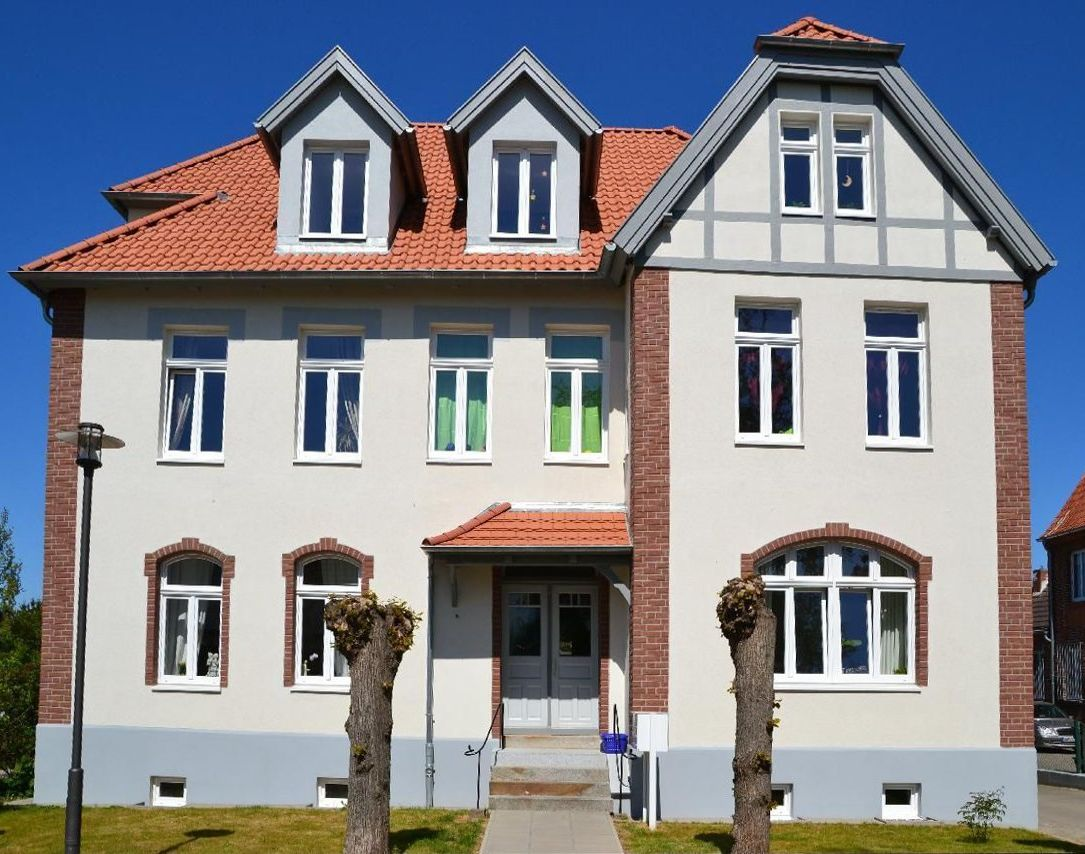
Saniertes Bahnhofshotel

## Fahrzeuge aus Kärnten
Nach der Stilllegung der Reißeck-Höhenbahn in Kärnten gelangte ein Großteil der Fahrzeuge nach Klütz, darunter auch eine Pendelzuggarnitur.